# Storan (klocka)

Storan, i Uppsala domkyrkas norra kyrktorn, är med sina 6,2 ton[källa behövs] Sveriges största kyrkklocka. Storan härstammar ursprungligen från 1634, men göts om efter den stora stadsbranden 1702. Klockans största diameter nertill är 2,23 meter.
Det finns också en annan äldre uppgift om att Storan väger 7 ton, men enligt klockinspektören Ingvar Rohr väger den "över sex ton" (vilket diametern också talar för, många klockor med den diametern väger över sex ton eller mer, se Lista över Europas största klockor).